# دمشق يا بسمة الحزن (فلم)
دمشق يا بسمة الحزن فيلمٌ سوريّ مُقبس عن رواية الكاتبة السوريّة إلفة الإدلبي التي تحمل نفس الاسم، من تأليف محمود عبد الواحد، وإخراج ماهر كدو، وإنتاج المؤسسة العامة للسينما عام 2008.

## قصة الفيلم
يحكي الفيلم قصة صبرية (بطلة الرواية) التي تعاني من العقلية الذكورية في المجتمع في الفترة من أيام الثورة السوريّة الكبرى وحتى الأربعينيات، ويُصوّر محاولة المرأة السوريّة تحقيق حريتها ومساواتها مع الرجل.

## طاقم العمل
- كندة حنا
- صباح الجزائري
- مي سكاف
- فرزدق ديوب
- طلحت حمدي

## وصلات خارجية
- دمشق يا بسمة الحزن على قاعدة بيانات الأفلام العربية.